# Cirenaica
Cirenaica (en árabe برقة , o Barqa) es una región histórica situada en la costa noreste de lo que hoy es Libia (África). Se trata de una meseta de unos 130 km de ancho, situada a unos 20 kilómetros tierra adentro, que desciende hacia el mar mediante una serie de terrazas. El clima mediterráneo, las lluvias regulares, los numerosos oasis y la fertilidad de su suelo la convirtieron en una región históricamente destacada del norte de África.
Cirenaica fue el lugar de origen de la Guerra de Libia de 2011, y se mantuvo bajo control de Consejo Nacional de Transición durante la mayor parte del tiempo que duró la contienda; La capital del Consejo de Transición estuvo en Bengasi durante toda la contienda. Varios líderes tribales y comandantes de las milicias rebeldes que controlan el este de Libia han declarado la autonomía de Cirenaica, independizándose así del control directo de la capital Trípoli.

## Historia

### Colonización griega

Ciudades de la Cirenaica en torno al 400 a. de C.

En el siglo VII a. C. fue colonizada por colonos dorios procedentes de la isla griega de Tera (actual Santorini). El cabecilla de los colonos era un hombre llamado Aristeo, que adoptó el nombre de Bato (probablemente fuera un título libio, a pesar de que en griego signifique tartamudo), el cual fundó la ciudad de Cirene alrededor del año 630 a. C.
Bato fundó un reino en Cirenaica y una dinastía, los Batíadas. Durante los siguientes doscientos años los griegos fundaron otras cuatro importantes colonias:
- Barca (Merj)
- Evespérides (llamada más tarde Berenice, y actualmente Bengasi)
- Tauquira (más tarde Arsínoe, actualmente Tocra)
- Apolonia, el puerto de Cirene (actual Marsa Susa).

Junto con Cirene, se conoció al conjunto de estas cinco ciudades como Pentápolis. La fértil planicie costera donde se hallan toma el nombre de la más próspera de dichas ciudades, Cirene. Los siguientes siglos fueron épocas de luchas políticas contra la monarquía. Tras la conquista de Egipto por Cambises II (hijo de Ciro el Grande, rey de Persia) en el año 525 a. C., los reyes de Cirene pasaron a ser tributarios de Egipto. Cuando Egipto se independizó de los persas, en el año 450 a. C. aproximadamente, la monarquía fue derrocada y Cirenaica se convirtió en una república.
| Rey                    | Reinado             |
| ---------------------- | ------------------- |
| Aristóteles Bato I     | c. 631-c. 599 a. C. |
| Arcesilao I            | c. 599-c. 583 a. C. |
| Bato II el Afortunado  | c. 583-c. 560 a. C. |
| Arcesilao II el Fuerte | c. 560-c. 550 a. C. |
| Bato III el Cojo       | c. 550-c. 530 a. C. |
| Arcesilao III          | c. 530-c. 514 a. C. |
| Bato IV el Justo       | c. 514-c. 470 a. C. |
| Arcesilao IV           | c. 470-c. 440 a. C. |

Más tarde, en el 331 a. C., Cirene fue conquistada por Alejandro Magno, y más tarde se incorporó al Egipto ptolemaico. Durante esta época, la economía experimentó una progresiva decadencia. Ptolomeo VIII legó la Cirenaica a su hijo natural Ptolomeo Apión quien, a su muerte en 96 a. C. deja el reino en herencia a Roma.

### Época romana

La provincia romana de Cirenaica (s. IV a I a. C.)

En el 74 a. C., Cirenaica se convirtió en una provincia romana, que también incluía a Creta, denominada Creta et Cyrenaica. Con la partición del Imperio romano en el año 395, Cirenaica fue asignada al imperio oriental. Permaneció en poder de los bizantinos hasta que los árabes la invadieron en el 642. Durante diez siglos estuvo bajo el dominio de diferentes dinastías árabes y bereberes.

### Etapa moderna
A principios del siglo XVIII, se convirtió en una posesión del Imperio otomano, conocida como Bengasi.

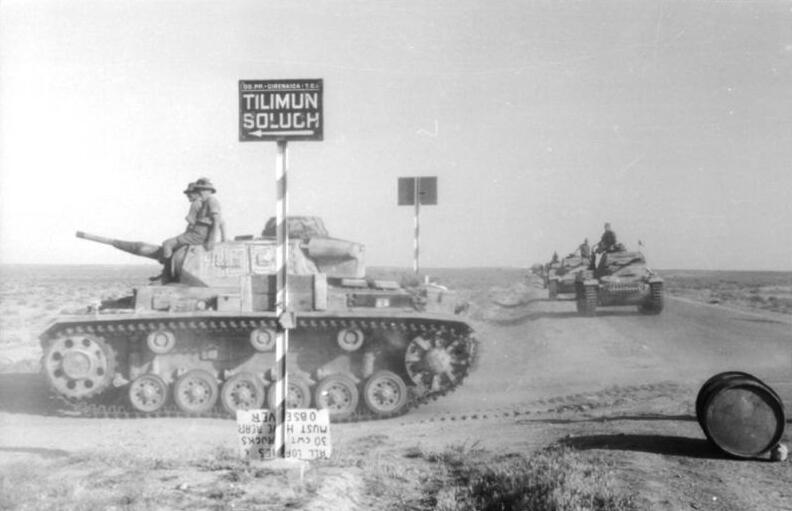
Tanques alemanes Panzer III circulando por el desierto libio en 1941.

En septiembre de 1911, tras estallar la guerra Ítalo-Turca entre Italia y el Imperio otomano, Cirenaica fue ocupada por los italianos. Al final de la guerra, en octubre de 1912, Turquía cedió Cirenaica y Trípoli (que se rebautizó como Tripolitania) a Italia. En 1934, Italia unió ambos territorios en la colonia italiana de Libia. Durante la Campaña norteafricana de la Segunda Guerra Mundial tuvieron lugar duros combates entre los Aliados frente al ejército italiano y el Afrika Korps alemán. A finales de 1942, las fuerzas armadas del Imperio Británico lograron imponerse y se hicieron con el control de toda Libia hasta 1951, cuando el país se declaró independiente como el Reino de Libia.
Cirenaica fue el lugar de origen de la rebelión popular que daría lugar a la Guerra de Libia de 2011, y se mantuvo bajo control de Consejo Nacional de Transición durante la mayor parte del tiempo que duró la contienda; La capital del Consejo de Transición estuvo en Bengasi durante toda la contienda. A comienzos de 2012, tras la victoria de los rebeldes libios, varios líderes tribales y comandantes de las milicias rebeldes declararon la autonomía de Cirenaica tras un congreso regional, independizándose así del control directo de la capital Trípoli.

## Organización político-administrativa
El territorio correspondiente a Cirenaica se hallaba dividido en 7 shabiyat, o distritos, de acuerdo a la organización de Libia en 22 shabiyat de 2006. (Pero desde 2012 la división en shabiyat ha sido sustituida por la organización del territorio en baladiyah o municipios).

División administrativa de Libia.

| Árabe        | Español            | Número en el Mapa |
| ------------ | ------------------ | ----------------- |
| البطنان      | Al Butnan          | 1                 |
| درنة         | Derna              | 2                 |
| الجبل الاخضر | Al Jabal al Akhdar | 3                 |
| المرج        | Al Marj            | 4                 |
| بنغازي       | Bengasi            | 5                 |
| الواحات      | Al Wahat           | 6                 |
| الكفرة       | Al Kufrah          | 7                 |